# Presó Model de Barcelona
La presó Model de Barcelona, coneguda popularment com «la Model», és un antic centre penitenciari d'homes que ocupa dues illes de l'Eixample entre els carrers del Rosselló, Provença, Nicaragua i Entença, i està catalogada com a bé amb elements d'interès (categoria C).

## Història

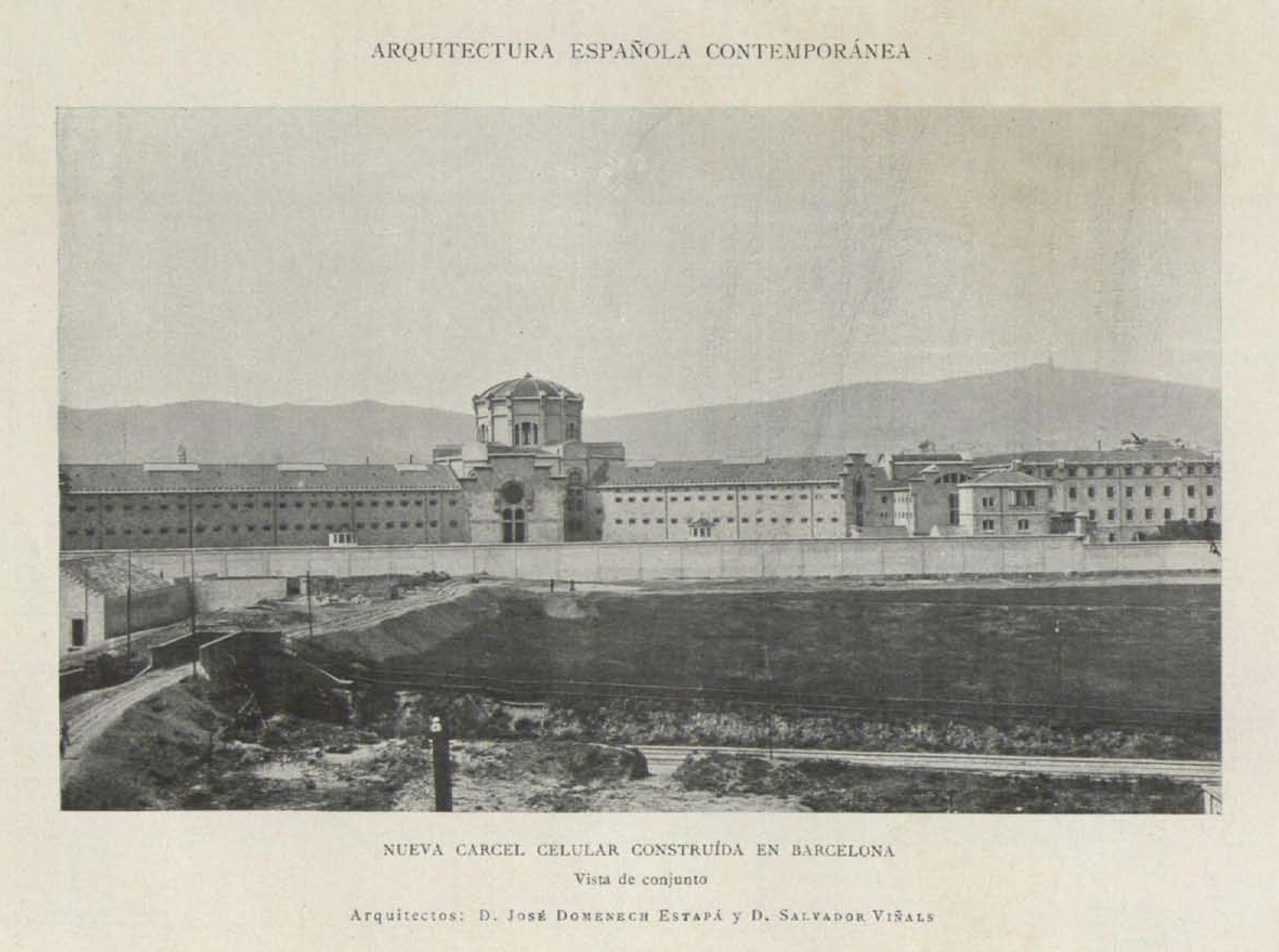
L'any 1904, quan es va inaugurar, la Model es trobava envoltada de camps

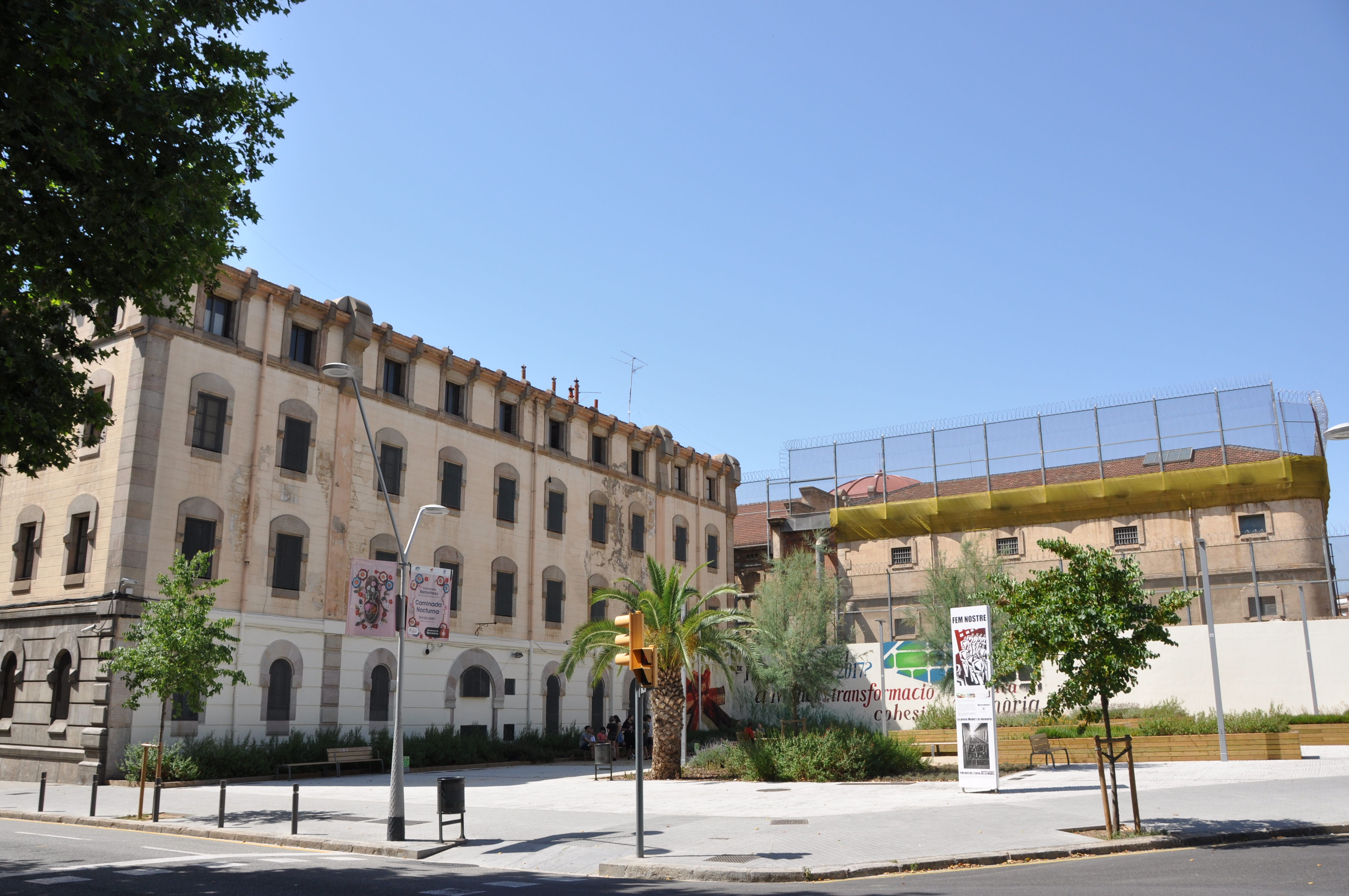
Parc obert l'any 2015 a la cantonada dels carrers d'Entença i del Rosselló

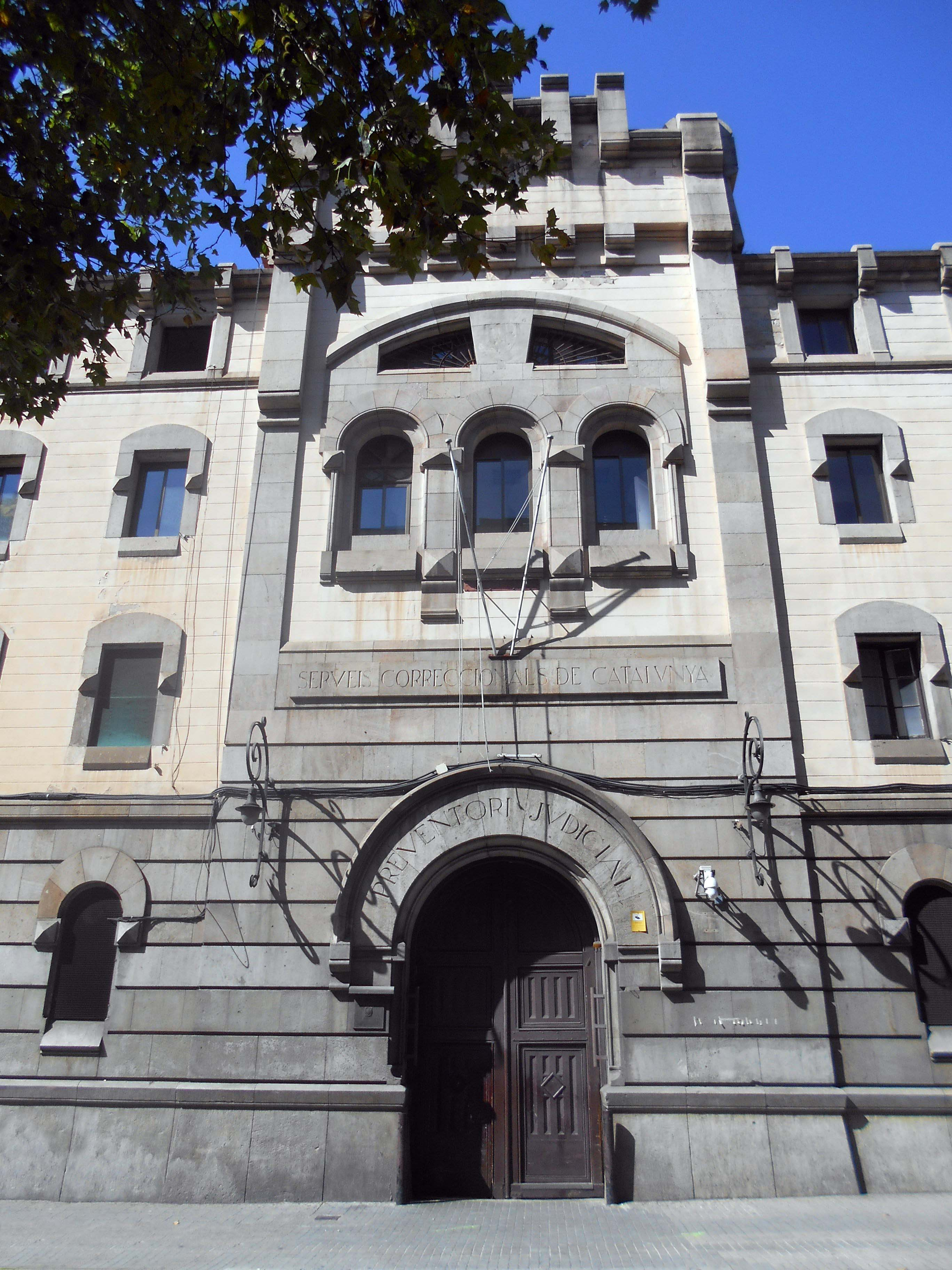
Porta principal (carrer d'Entença) amb les inscripcions «Serveis Correccionals de Catalunya» i «Preventori Judicial»

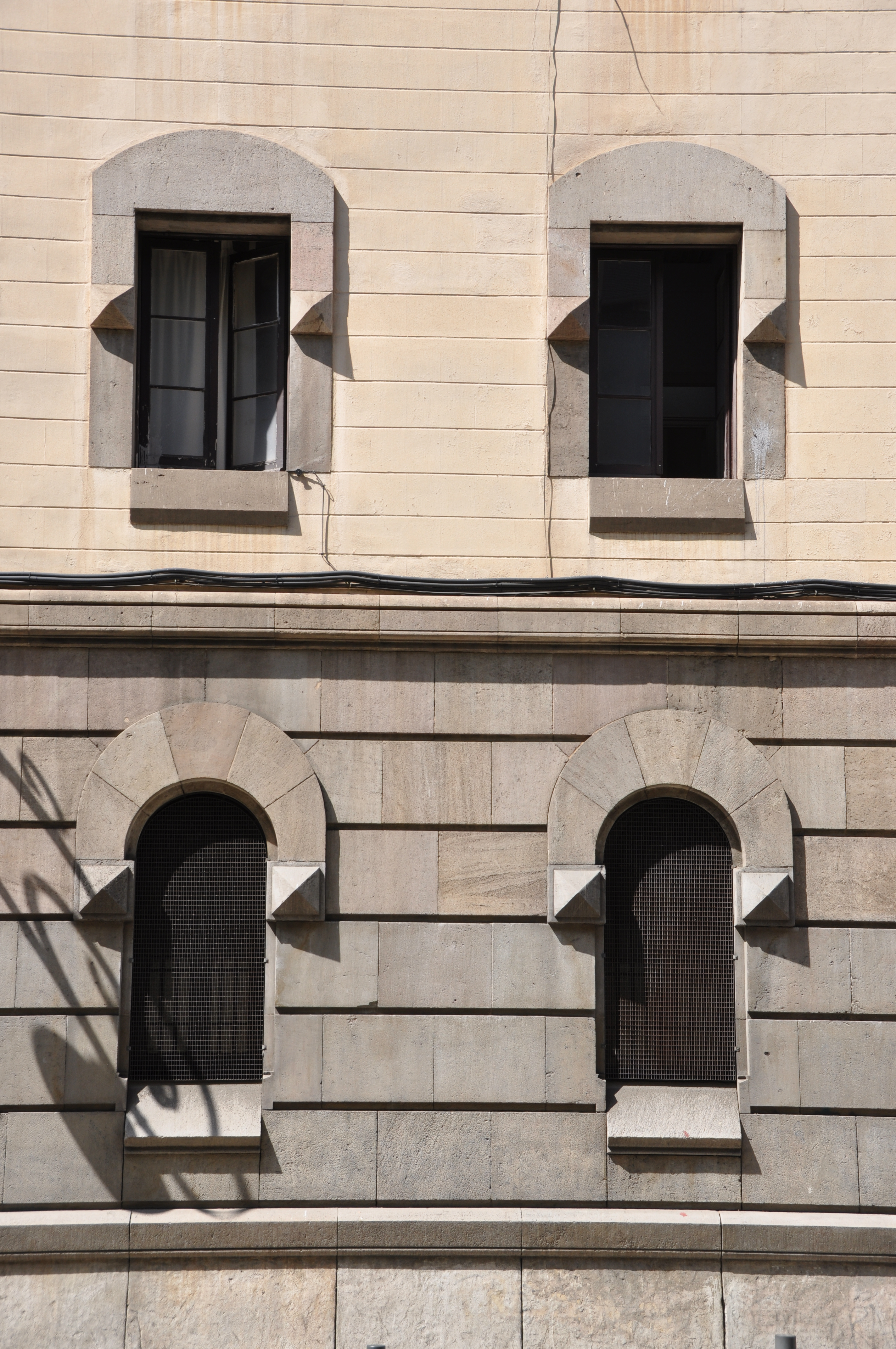
Finestres (carrer d'Entença) decorades amb puntes de diamant

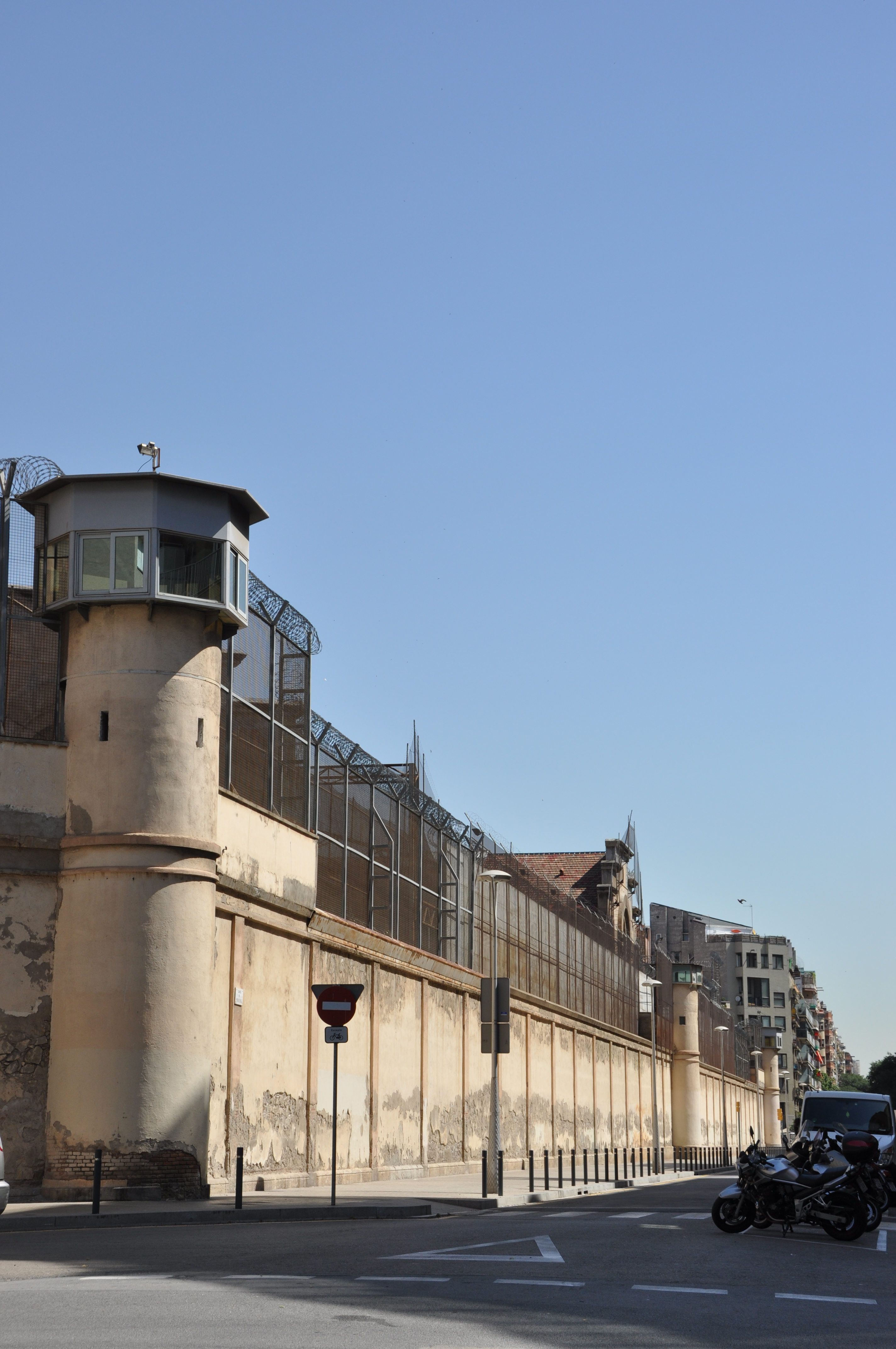
Mur perimetral (carrer de Provença)

Projectada pels arquitectes Salvador Vinyals i Sabaté i Josep Domènech i Estapà, la Cárcel Modelo va començar a construir-se el 1887 segons el model dissenyat pel filòsof Jeremy Bentham, on la torre central o panòptic compleix la missió de permetre un control visual efectiu sobre els presos. El primer projecte preveia que hi hauria 620 cel·les de 4 x 2,40 x 3,40 m amb finestres que miren tant cap a l'interior com a l'exterior de l'edifici. Un altre principi inspirador del projecte arquitectònic de la Model era el sistema cel·lular, que preveia l'aïllament de cada pres en una cel·la individual per tal de prevenir els efectes de les «males companyies».
Aquest centre, inaugurat el 9 de juny del 1904, suposava una millora molt considerable respecte de la sòrdida presó de Reina Amàlia, però en poc temps va quedar desbordat, i el 1906 hi va tenir lloc el primer amotinament. Quatre anys més tard de la seva inauguració, el 1908, el complex va ser ampliat amb 200 cel·les destinades a presos condemnats per sentència.
La primera execució que va tenir lloc a la Model va ser la de Joan Rull i Queraltó, el 1908. El 1909 hi va tenir lloc el consell de guerra que va condemnar a mort Francesc Ferrer i Guàrdia.
El mes de desembre de 1933 es va produir una fuga massiva de 58 interns.
Durant la Guerra Civil espanyola (1936-1939), la Generalitat es va fer càrrec de la gestió de la presó, sent el seu màxim responsable l'escriptor i polític Rafael Tasis i Marca. A la postguerra, la presó Model va allotjar, a més dels presos comuns, molts presoners polítics i sindicals del règim franquista, fins a quadruplicar-ne la capacitat òptima d'internats. Durant els anys més durs de la repressió franquista (1939-1955), més de 1.600 presos van sortir de la model per a ser executats. El 1942 el nombre d'interns era de 6.464 i el 1949 de 2.763.
Durant el franquisme, diversos personalitats de la vida política, social i cultural contemporània de Catalunya van passar per les seves dependències. Juntament amb el castell de Montjuïc i el camp de la Bota, va ser un dels símbols principals de la repressió política d'aquells anys, i també s'hi van realitzar execucions, com l'última que hi tingué lloc, la de Salvador Puig i Antich, el 2 de març del 1974.
Entre 1975 i 1977, Lluís Maria Xirinacs s'asseia gairebé cada dia davant de la Model, on anteriorment havia estat pres i havia protagonitzat una vaga de fam, en una campanya personal per a reivindicar l'amnistia dels presos polítics.
Paral·lelament, els presos comuns també van organitzar diverses accions reivindicatives, sobretot mitjançant la Coordinadora de presos en lluita (Copel). L'any 1978 gairebé 200 interns es van autolesionar com a mesura de pressió. El juny del mateix any es va produir una fugida massiva en què un grup de 45 presos va excavar un túnel fins al clavegueram.
El 1979 es va aprovar una nova llei penitenciària, i a començaments del 1984 es van transferir a la Generalitat les competències en matèria de serveis penitenciaris. De tota manera, la dècada del 1980 va ser molt conflictiva per la sobresaturació i la influència de l'heroïna, que entrava amb facilitat i alterava greument dels conductes dels interns, alhora que estenia el risc de contagi de la sida. L'accés a la droga va ser fins i tot la causa d'un motí liderat per Juan José Moreno Cuenca «El Vaquilla» (abril del 1984).
El gener de 1983 es van fugar 11 presos, la majoria dels quals treballaven al forn de pa de la presó. L'any 1984, un pres d'origen francès vinculat al crim organitzat, Raymond Vaccarizi, va ser assassinat per un franctirador des de fora de la Model.
Ja des del 1976, coincidint amb la mort de Franco i l'inici de la transició espanyola, van començar a produir-se les primeres reivindicacions veïnals demanant el trasllat de la presó i la construcció d'equipaments en els seus terrenys, però durant més de trenta anys no van aconseguir-ho. Finalment, l'any 2009, l'Ajuntament de Barcelona va aprovar una mesura de govern per a la transformació del recinte de la presó.

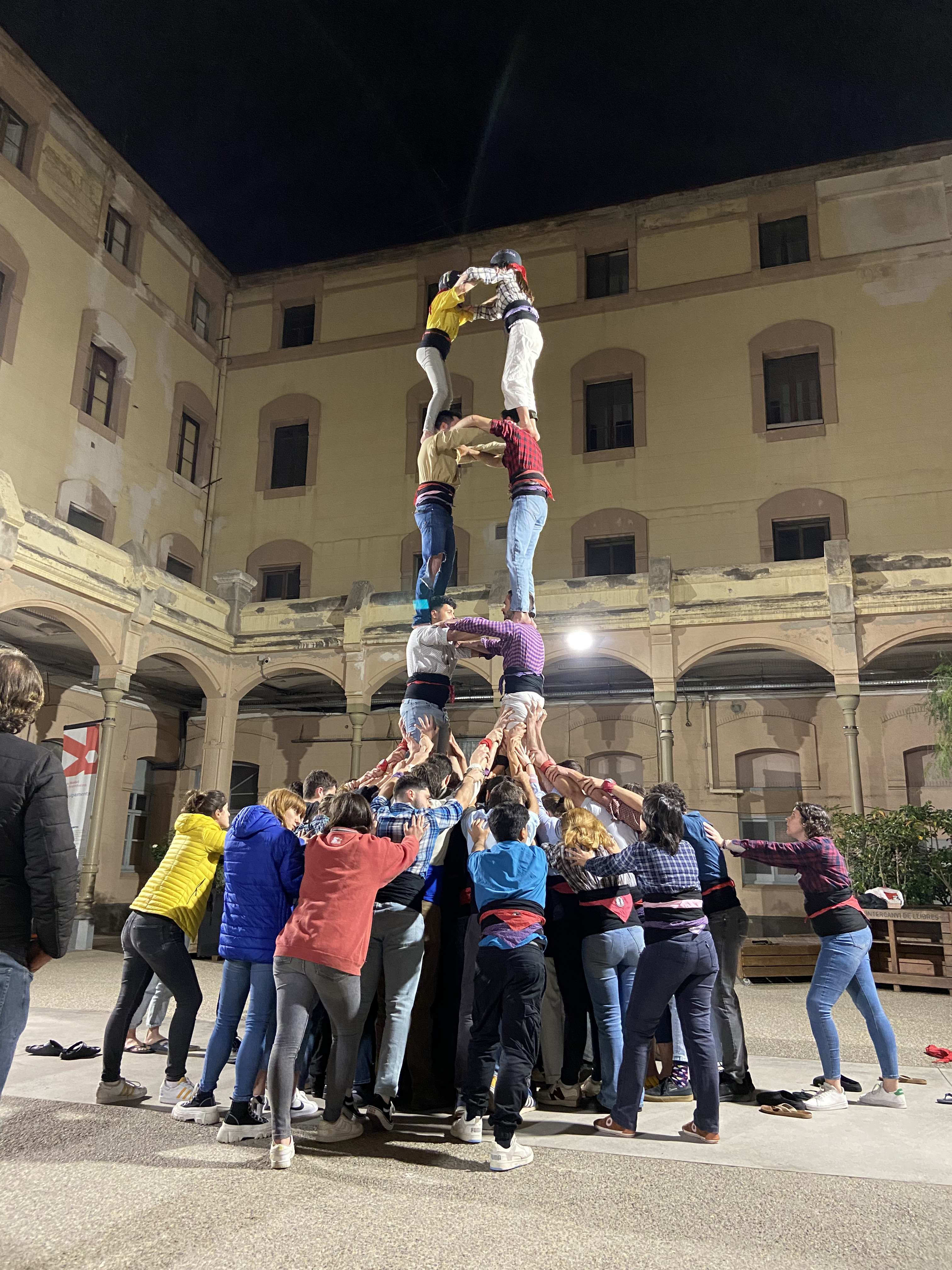
Assaig de la colla castellera de l'esquerra de l'Eixample dins del pati d'accés, 2024.

### Tancament i nous usos
El març del 2015 es va començar a enderrocar les edificacions situades a la cantonada dels carrers del Rosselló i Entença, el que va permetre obri-hir un petit parc, que dos anys més tard seria ocupat pels barracons d'una escola.
El febrer del 2017 encara hi havia 929 reclusos, i finalment, la presó va tancar definitivament el 8 de juny del mateix any, just el dia abans del 113è aniversari de la seva inauguració. Els interns van ser traslladats als centres penitenciaris de Brians 1 i Brians 2, Quatre Camins, Lledoners i altres. Entre el 3 juliol i el 26 de novembre del 2017 s'hi va organitzar l'exposició La Model ens parlaː 113 anys, 13 històries.
Entrada la dècada dels anys vint, i sense previsió d'inicis d'execució del Pla Director del 2019 el centre ha esdevingut un plató per a sèries i pel·lícules i espai d'assaig per a la colla castellera de l'esquerra de l'eixample, entre altres usos temporals definits per l'ajuntament de barcelona.

## Arquitectura
Per l'entrada principal (Entença, 155) s'accedeix al pati d'un edifici de planta quadrada destinat a oficines, serveis i habitatge dels funcionaris de presons. En aquest pati es trobaven els serveis de paqueteria (lliurament de paquets per als interns) i la sala de recepció de visites, així com també el despatx del director del centre. Com correspon a la funció de l'edifici, l'ornamentació és extremadament sòbria, amb predomini de les línies horitzontals. Una socolada encoixinada i finestres dotades d'un emmarcament molt robust, complementat amb puntes de diamant. Al cos central de la façana hi destaquen dues inscripcionsː «Serveis Correccionals de Catalunya» i «Preventori Judicial».
Un corredor amb diverses tanques de seguretat que arrenca al costat de ponent del pati condueix al nucli de la presó pròpiament dita, desembocant a la gran sala central del panòptic. A banda i banda d'aquest corredor s'hi trobava l'accés a dependències com els locutoris o sales de visites, el consultori mèdic, l'infermeria, la cuina, el forn de pa o l'economat. També el gabinet on els presos eren identificats quan ingressaven.
L'imponent sala central del panòptic és el nucli de la presó. Destaca per l'estructura metàl·lica de la cúpula i de les robustes columnes de ferro que la suporten (amb la marca de la foneria de Dionís Escorsa). En aquesta rotonda central es troba el centre de control. Fins al 1916 també va haver-hi la capella. Al voltant de la rotonda es troben els accessos a les sis galeries de que constava la presó, distribuïdes radialment a partir d'aquest nucli. Totes les galeries tenien la mateixa estructura però no totes tenien la mateixa longitud. Les més llargues eren la tercera i la quarta galeries. Les més curtes, la segona i la cinquena.
A l'entrada de cada galeria hi havia el mòdul de control. Les galeries constaven de planta baixa, dos pisos i soterrani i tenien il·luminació zenital mitjançant claraboies. Als costats de les galeries es distribuïen uniformement les cel·les, tancades amb portes metàl·liques (a l'origen eren de fusta) i dotades cada una d'elles d'una llitera, una prestatgeria d'obra, una pica d'aigua i un petit lavabo. A més de les cel·les, les galeries també tenien dutxes, biblioteca, dispensari, i menjador, que en alguns caos (a les galeries més llargues) es trobava a l'extrem de la mateixa.
A la quarta galeria (primer pis) s'hi trobava l'anomenada La Capella Gitana una cel·la que va ser decorada amb pintures per l'artista Hèlios Gómez l'any 1950, mentre estava pres a La Model. La cel·la va ser emblanquinada l'any 1998.
Els espais entre les galeries servien com a pati. Cap a la banda del carrer de Nicaragua es van habilitar una escola (CFPA Jacint Verdaguer), un gimnàs i un auditori. En paral·lel al mateix carrer es trobaven els edificis dels tallers, que eren gestionats pel Centre d'Iniciatives per a la Reinserció (CIRE).
Tot el perimetre exterior del recinte era encerclat per un mur flanquejat per torres de vigilància, i reforçada la seva seguretat amb filats i concertines.

## La capella d'Hèlios Gómez
L'any 1950 el sacerdot de la Model, Bienvenido Lahoz, va encarregar al presoner Hèlios Gómez que dibuixés i pintés un mural a la quarta galeria per a poder crear una capella on els condemnats a mort poguessin rebre consol espiritual i així apropar-se a Déu.
Hèlios, carterista, pintor i poeta va dibuixar a la quarta galeria de la presó de la Model, concretament en un oratori, la imatge de la Mare de Déu de la Mercè, patrona dels captius. En la pintura la santa sosté sobre la faldilla un nen que agafa un molinet de vent amb la mà. Sota la Mare de Déu set presos preguen enredats en un filat espinós que simbolitza la manca de llibertat. Però l'any 1998 la Conselleria de Justícia va decidir pintar la cel·la i les pintures van quedar cobertes per una gran capa de calç.